# The Selecter
The Selecter je britanska ska glasbena skupina, ki je nastala konec sedemdesetih let dvajsetega stoletja v mestu Coventry v Angliji.
Zaščitni znak te skupine je značilen vokal pevke Pauline Black (rojene Pauline Vickers), ki je bila ena prvih ženskih vokalistk v zgodovini ska glasbe. Kot večina glasbenih skupin te glasbene zvrsti, je bila tudi zasedba Selecter rasno mešana, glavne teme njihovih pesmi pa so bile nasilje, politika, marihuana, izvajali pa so tudi priredbe pesmi znanih reggae izvajalcev.
Ime skupine izvira iz jamajškega izraza The selecter (izbiralec), ki se na tem karibskem otoku uporablja za mešalca glasbe (DJ).
Večino svojih albumov so izdali pri založbah 2 Tone Records in Chrysalis.

## Diskografija

### Albumi
- Too Much Pressure (1980) UK #5
- Celebrate the Bullet (1981)
- The Happy Album (1994)
- Hairspray (1995)
- Pucker! (1995)
- The Trojan Songbook (1999)
- The Trojan Songbook - Vol 2 (2000)
- Kingston Affair (with Dave Barker) (2000)
- The Trojan Songbook - Vol 3 (2001)
- Acoustic - Unplugged for the Rude Boy Generation (2002)

### Singli
- "On My Radio" (1979) UK #8
- "Three Minute Hero" (1980) UK #16
- "Missing Words" (1980) UK #23
- "The Whisper" (1980) UK #36

## Zasedba

#### Zaseda na albumuToo Much Pressure
- Pauline Black: vokal
- Compton Amanor: Kitara
- Charley Anderson: bas kitara
- Charley 'H' Bembridge: bobni
- Desmond Brown: klaviature
- Neol Davies: kitara
- Arthur 'Gaps' Hendrickson: vokal

#### Zasedba od leta 1999
- Pauline Black - vokal
- Nick Welsh - bas
- Martin Stewart - klaviature
- Paul Seacroft - kitara
- Al Fletcher - bobni
- Dave Barker - vokal